# Roland Hauser (Jurist)
Roland Hauser (geboren 21. Januar 1938 in Tuttlingen; gestorben 23. August 2023 in Überlingen) war ein deutscher Jurist. Er war von 1991 bis 2003 stellvertretender Berufsrichter am Verfassungsgerichtshof für das Land Baden-Württemberg.

## Leben

### Beruflicher Werdegang
Hauser studierte Jura in Berlin und Freiburg und schloss sein Studium mit den beiden juristischen Staatsprüfungen 1972 und einer Dissertation zum Strafvollzug an der Albert-Ludwigs-Universität Freiburg ab. In Tübingen wurde er im Wintersemester 1958/59 Mitglied der Studentenverbindung Normannia. Im Juli 1972 wurde er zum Gerichtsassessor und 1975 zum Richter auf Lebenszeit ernannt.
Bis 1980 war er Richter an der 2. Kammer des Verwaltungsgerichts Sigmaringen. 1980 wurde er an den Verwaltungsgerichtshof Baden-Württemberg in Mannheim abgeordnet und wurde dort im Dezember 1980 zum Richter ernannt. Er war dort Mitglied des 5. Senats, der für Bau- und Planungsrecht zuständig ist. Im August 1982 kehrte er an das Verwaltungsgericht Sigmaringen zurück. Dort war er bis zur Versetzung in den Ruhestand am 1. Februar 2003 Vorsitzenden Richter der 6. Kammer, die für Reutlingen zuständig ist.

### Richter am Verfassungsgerichtshof
Auf Vorschlag der SPD wurde Hauser am 19. September 1991 vom Landtag von Baden-Württemberg für die Gruppe der stellvertretenden Berufsrichter zum Mitglied des Staatsgerichtshofs für das Land Baden-Württemberg gewählt. Am 16. Juni 1994 wurde er wiedergewählt. Er gehörte dem Staatsgerichtshof bis 2003 an.

### Mediator und Rechtsanwalt
Lange bevor die Mediation an Gerichten in Deutschland offiziell eingeführt wurde, beschäftigte sich Hauser damit. Er schloss dazu ein berufsbegleitendes Studium an der Fernuniversität in Hagen ab und erprobte die gerichtliche Mediation im Rahmen eines Projektes am Verwaltungsgericht Sigmaringen. Er lehrte Mediation auch an der Universität Konstanz.
Im Ruhestand ließ sich Hauser als Rechtsanwalt in Überlingen nieder und war als Mediator tätig.

### Ehrenamtliches Engagement
Hauser war SPD-Mitglied ab 1962. In Sigmaringen engagierte er sich kommunalpolitisch von 1988 bis 1999 im Ortschaftsrat Laiz. Von 1999 bis 2010 gehörte er für die SPD dem Gemeinderat Sigmaringen an. Er bekam bei seinem Ausscheiden aus dem Gemeinderat für sein über 20-jähriges kommunalpolitisches Engagement die Silberne Ehrennadel der Stadt Sigmaringen überreicht.
In Laiz setzte er sich als langjähriger Vorsitzender der Bürgerinitiative „Nein zur Nordtrasse“ gegen die geplante und für eine alternative Straßenführung der Bundesstraßen B 311 und B 313 zwischen Meßkirch und Mengen ein.
Hauser interessierte und engagierte sich für das Sigmaringer Kulturleben und war befreundet mit den Künstlern Armin Göhringer, Stephan Busch und Ernst Lorch.

## Veröffentlichungen
- Mitsprache und Mitverantwortung der Insassen im Strafvollzug: Eine organisationssoziologische und vollzugskundliche Studie. Vorgelegt 1972 als Dissertation an der Universität Freiburg im Breisgau. Enke, Stuttgart 1975, ISBN 978-3-432-88231-4.